# Assija Dair
Assija Dair (kasachisch Асия Даир, engl. Transkription Asiya Dair; * 25. Januar 1996) ist eine ehemalige kasachische Tennisspielerin.

## Karriere
Dair begann mit sieben Jahren das Tennisspielen und bevorzugt Hartplätze. Sie spielte vorrangig auf der ITF Women’s World Tennis Tour, wo sie aber keinen Titel gewinnen konnte.
2013 erhielt sie im Juli eine Wildcard für das Hauptfeld im Dameneinzel, wo sie in der ersten Runde gegen Alexandra Panowa mit 1:6 und 1:6 verlor. Auch für das Doppel erhielt sie zusammen mit Partnerin Jekaterina Kljujewa eine Wildcard, wo sie mit einem 6:0 und 7:65 Sieg über Alexandra Grintschischina und Jelena Nemtschen ins Achtelfinale einziehen konnten und dort gegen Ljudmyla und Nadija Kitschenok mit 1:6 und 0:6 verloren. Im August erreichte sie in Astana ihr erstes Einzelfinale eines ITF-Turniers in Astana, wo sie gegen Jewgenija Paschkowa mit 1:6 und 1:6 verlor. Anschließend trat sie zusammen mit Partnerin Naiktha Bains im Juniorinnendoppel der US Open an, wo die beiden in der ersten Runde gegen Anhelina Kalinina und Iryna Schymanowitsch mit 3:6 und 1:6 verloren. Im Oktober erreichte sie mit Lee Hua-chen das Finale im Damendoppel eines ITF-Turniers von Antalya, wo die beiden gegen Anna und Charlotte Klasen mit 6:72 und 2:6 verloren. Im November erreichte sie zusammen mit ihrer Partnerin Ivanka Karamalak das Finale des ITF-Turniers in Astana, wo die beiden Albina Xabibulina und Chantal Škamlová mit 2:6 und 3:6 unterlagen.

### College Tennis
Dair spielte von 2014 bis 2018 für die Damentennismannschaft der Eagles des Boston College.

## Persönliches
Assija ist die Tochter von Zhanat Dairov und Dinara Dairova und hat drei Geschwister Zhomart, Zhalgasbay Rayymbek und Zhalgasbay Damir. Sie erlangte ihren Hochschulabschluss in Wirtschaftswissenschaften vom Boston College mit cum laude, arbeitete anschließend als Investment-Banking-Analystin in der Technologie-, Medien- und Telekommunikationsgruppe bei UBS und seit 2022 als Associate bei TJC.